# Oostenrijkse parlementsverkiezingen 1953
De derde verkiezingen van de Nationalrat, het parlement van Oostenrijk, vonden op 22 februari 1953 plaats.

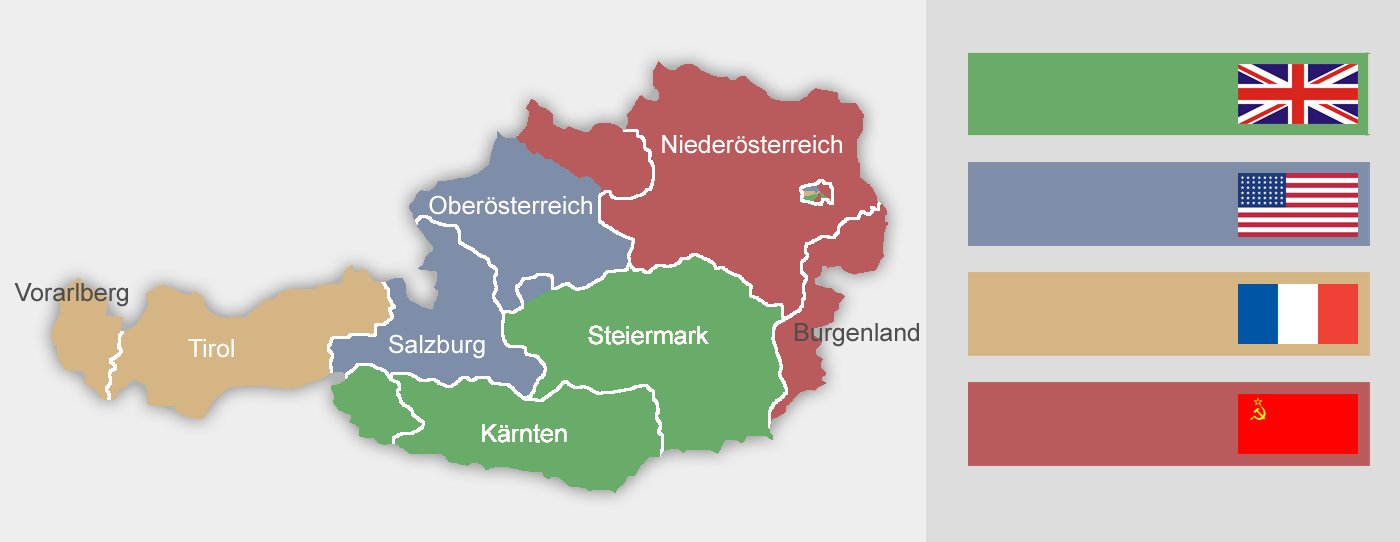
De Geallieerde bezettingszones in Oostenrijk (1945-1955)

Het waren de laatste parlementsverkiezingen tijdens geallieerde bezetting van Oostenrijk.
| Voornaamste partijen die deelnamen aan de verkiezingen | Voornaamste partijen die deelnamen aan de verkiezingen | Voornaamste partijen die deelnamen aan de verkiezingen |
| Partijnaam                                             | Afkorting                                              | Ideologische richting                                  |
| ------------------------------------------------------ | ------------------------------------------------------ | ------------------------------------------------------ |
| Österreichische Volkspartei                            | ÖVP                                                    | christendemocratie, liberaal conservatisme             |
| Sozialistische Partei Österreichs                      | SPÖ                                                    | sociaaldemocratie, democratisch socialisme             |
| Kommunistische Partei Österreichs                      | KPÖ                                                    | marxisme-leninisme, communisme                         |
| Wahlpartei der Unabhängigen                            | WdU                                                    | liberaal conservatisme, nationaal liberalisme          |

## Uitslag
De SPÖ kreeg voor het eerst sinds de Tweede Oostenrijkse Republiek meer stemmen dan de ÖVP. Toch bleef de ÖVP in de Nationale Raad de grootste partij, 74 tegen 73 voor de sociaaldemocraten. De christendemocraten leverden 3 zetels ten opzichte van 1949, terwijl de sociaaldemocraten 6 zetels winst boekten.
| Partijen | Partijen                                               | Stemmen   | Percentage | Zetels | Verschil |
| --- | ------------------------------------------------------ | --------- | ---------- | ------ | -------- |
| | Sozialistische Partei Österreichs (SPÖ)                | 1.818.517 | 42,10%     | 73     | 6        |
| | Österreichische Volkspartei (ÖVP)                      | 1.781.777 | 41,30%     | 74     | 3        |
| | Wahlpartei der Unabhängigen (WdU)a                     | 472.866   | 10,90%     | 14     | 2        |
| | Wahlgemeinschaft Österreichische Volksopposition (WO)b | 228.159   | 5,28%      | 4      | 1        |
| | Overige partijenc                                      | 17.369    | 0,40%      | —      | —        |
| (opkomst 95,83%) | (opkomst 95,83%)                                       | 4.395.519 | 100%       | 165    |          |
| a Lijstverbinding VdU/Aktion zur politischen Erneuerung b Kommunistische Partei Österreichs en bondgenoten c Überparteiliche Einigung der Mitte, Wahlgemeinschaft parteiloser Persönlichkeiten, Krscanska demokratska stranka, Christlichsoziale Partei und Parteifreie Persönlichkeiten, Wahlpartei Freie Demokraten, Bund der österreichischen Monarchisten, Österreichische National-Republikaner und Parteilose, Österreichische Patriotische Union |                                                        |           |            |        |          |

## Coalitievorming
Leopold Figl (ÖVP), bondskanselier sinds 1945 slaagde er na de verkiezingen niet in om een niet kabinet te vormen omdat hij werd tegengewerkt door de rechtervleugel van zijn partij. Uiteindelijk slaagde Julius Raab, een partijgenoot van Figl, er op 2 april 1953 in om een nieuw kabinet - wederom een coalitie van ÖVP en SPÖ - te presenteren.

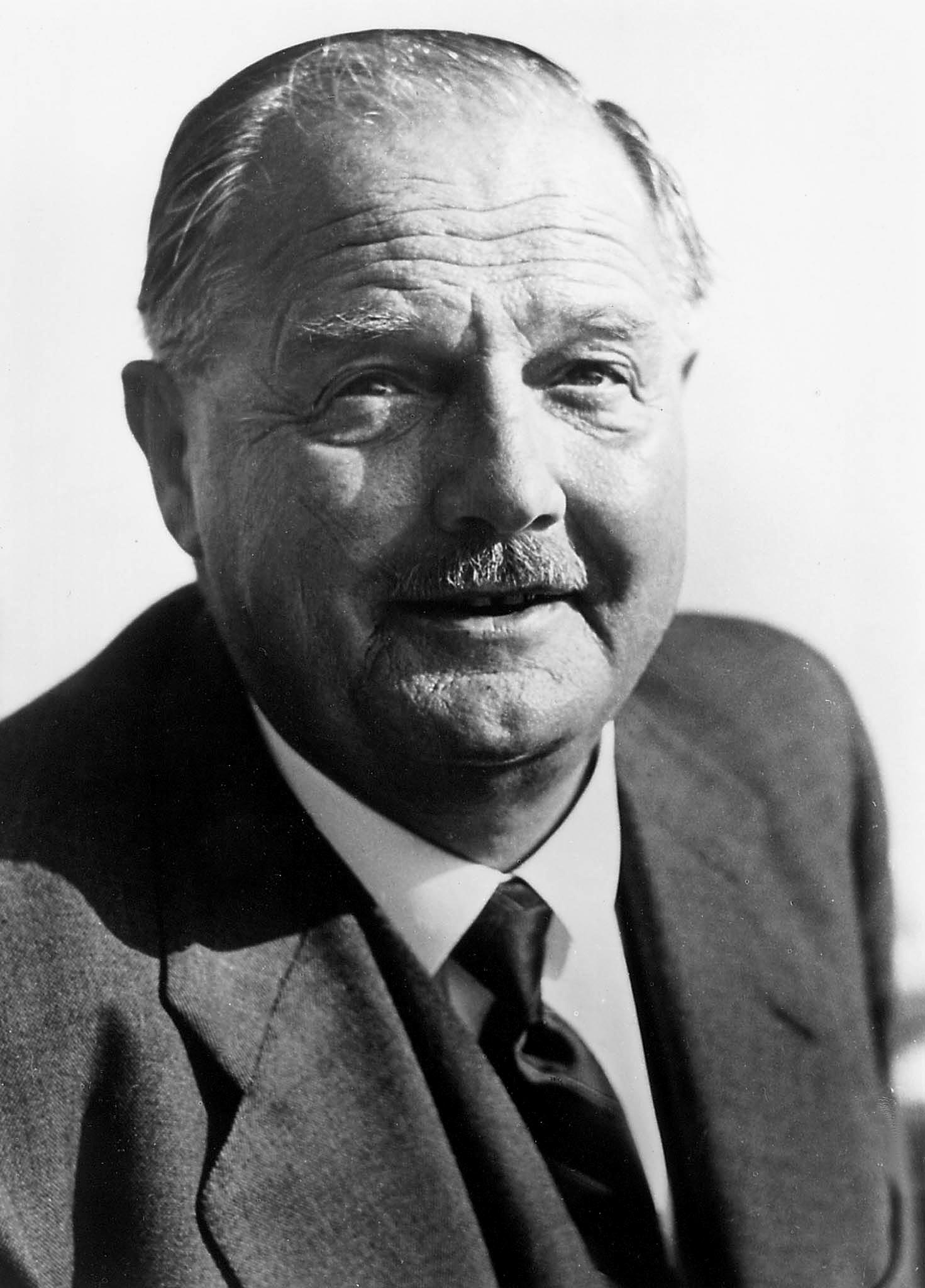
Bondskanselier Julius Raab (ÖVP)
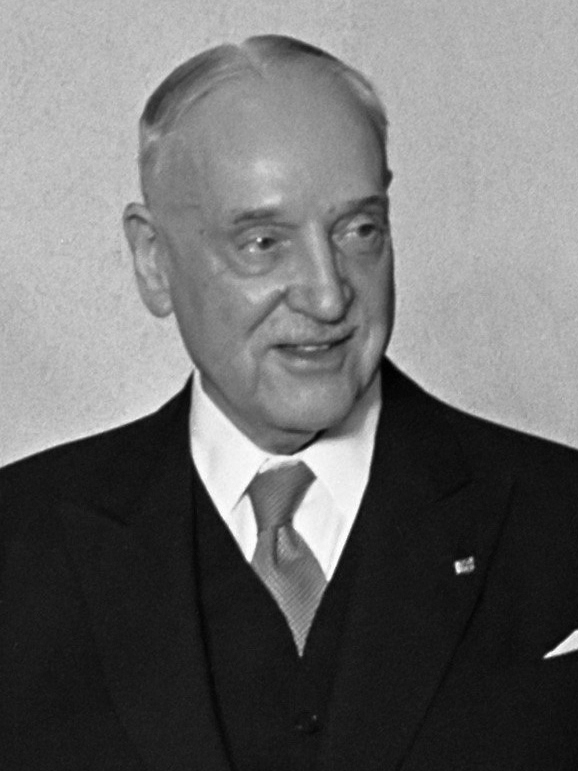
Vice-kanselier Adolf Schärf (SPÖ)